# 光行次郎
光行 次郎（みつゆき じろう、明治6年（1873年）1月20日 - 昭和20年（1945年）8月6日）は、日本の検察官、政治家。検事総長、貴族院議員。

## 経歴
佐賀県出身。1902年、東京帝国大学法学部英法科を卒業し司法省に入る。
司法省人事局長、大阪控訴院検事長、東京控訴院検事長等を歴任し、1935年検事総長となる。1936年に（佐賀人が複数関与した）二・二六事件が起こった日に登庁せずに待合「梅乃井」に身を潜めたことについて東京区検・地検検事が検事総長弾劾に立ち上がり、少壮検事約50人が総長辞職を求める連判状が取りまとめられた。この影響もあり同年12月に退官した。
1939年貴族院議員。
1945年死去。

## 家族
父親は佐賀県士族の光行壽七。長男の光行寿は学陽書房を昭和23年に創業し、彼の妻・宮子は、証券会社「望月乙彦商店」創業者で東京株式取引所一般取引員組合委員長、日本精工会長や高砂ゴム工業(のちニッピに吸収)会長などを務めた望月乙彦と妻まさ（望月軍四郎の姪）の長女である。光行の長女フサの夫は泊武治、二女峰の夫は早稲田大学教授の田崎友吉。友吉は日本のゴム製造の嚆矢である三田土ゴムの共同創業者・田崎忠篤(松前藩家老の子)の長男で、『ゴムの科学』などを著した。